# Alpheus packardii
Alpheus packardii is een garnalensoort uit de familie van de Alpheidae. De wetenschappelijke naam van de soort is voor het eerst geldig gepubliceerd in 1880 door Kingsley.